# Joaquim Aierdi

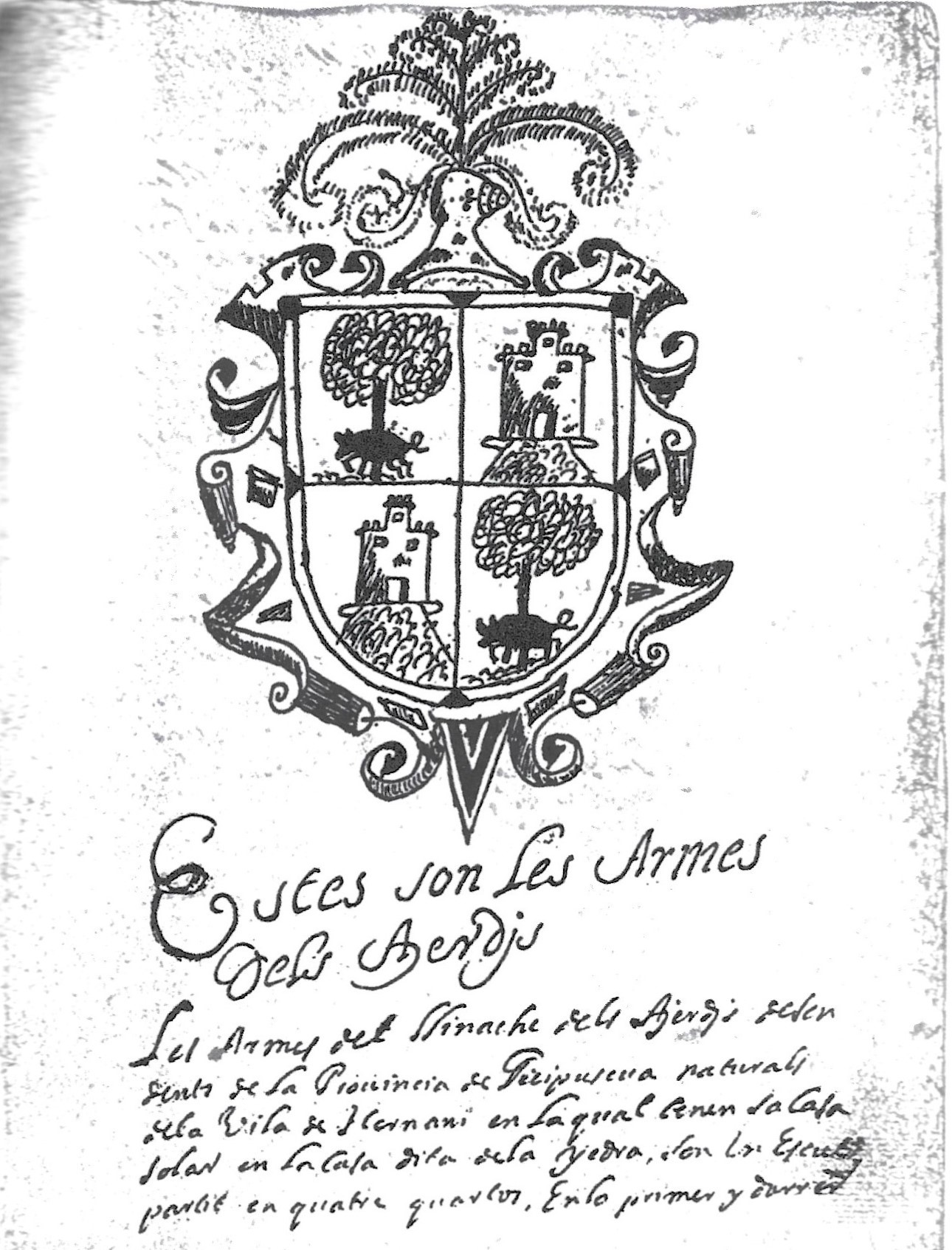
Escut d'armes dels Aierdi, inserit com a il·lustració dins les pàgines de les Notícies de València i son regne

Joaquim Aierdi (1613 - 1688) va ser un sacerdot i escriptor valencià, autor de les Notícies de València i son regne. Aquest dietari constitueix un dels exemples més notables d'escriptura privada en català de tot el període barroc.

## Biografia
Segons Vicent Josep Escartí, principal estudiós de l'obra d'aquest autor, Joaquim Aierdi nasqué pels volts de l'any 1613, a la ciutat de València. La seua familia paterna provenia d'Hernani, a la província basca de Guipúscoa. Segons sembla, el seu avi, Martí d'Aierdi, s'establí de ben jove a València, on exercí de velluter.

Sobre el pare de Joaquim Aierdi, Vicent, sabem que va arribar a un cert grau de notorietat. Tenia la consideració de ciutadà, exercí com a credencier i treballà comerciant amb seda. La documentació aportada per Escartí indica que Vicent Aierdi passà a formar part de la noblesa. Durant els darrers anys de la seua vida degué tindre una posició més o menys destacada i una situació econòmica benestant. De fet, el poeta Pere Jacint Morlà cita Vicent Aierdi en un dels seus poemes, fent referència al fet que tenia "cochero", privilegi que sols uns pocs podien permetre's a la València del seu temps. Encara que es casà dues vegades, Vicent no va tindre cap fill dins del matrimoni i sí, per contra, tres fora del vincle conjugal: Isabel Joan Vicenta, Anna Maria i Joaquim, el futur dietarista. Tots tres fills van ser legitimats en les corts de Montsó de 1616, tal com consta en la documentació que ens n'ha pervingut:
"Isabet Joan Vicenta Ayerdi y Anna Maria Ayerdi, filles de Vicent Ayerdi, ciutadà, hagudes en dona casada, absent son marit, sent ell casat.

Joachim Ayerdi, fill de Vicent Ayerdi, ciutadà, hagut de dona casada, absent son marit, sent ell casat."
Pel que fa a Joaquim Aierdi, les dades són ben escasses. Segons Escartí, s'ordenà com a diaca el 1637 i com a sacerdot el 1638. A partir de l'any 1667 passà a ocupar el benifet de Sant Llorenç, a València. Morí en aquesta ciutat, el 21 d'octubre de 1688, més o menys als 75 anys d'edat. Gràcies a l'inventari postmortem dels seus béns, sabem que la biblioteca personal d'Aierdi estava formada per uns cinquanta volums, una quantitat mitjana i no massa destacable per als estàndards de l'època. Hi destacaven els llibres de temàtica religiosa -lògicament relacionats amb el seu ofici-, però també els relacionats amb la història (com ara un exemplar de la Historia de Valencia de Gaspar Escolano).

## El dietari de mossén Aierdi
Joaquim Aierdi va escriure el seu dietari, sembla que ininterrompudament, des de l'any 1657 fins al mateix any de la seua defunció, 1688. La compartimentació temporal fa pensar que, en total, va escriure set volums de notícies, dels quals sols se n'han conservat dos, el segon (març de 1661 a abril de 1664) i el sisé (1677 a 1679). Cal destacar la sistematicitat i exhaustivitat del dietarista, que consigna més o menys una mitjana de 200 notícies per cada any. Encara que Aierdi es mostra atent a qualsevol tipus de notícia, en els seus papers predominen els textos relatius a festes i processons religioses, violència social, assassinats i notes necrològiques.
La ideologia de l'escriptor és la que podríem esperar d'un religiós del seu temps: afecte a les classes burgeses a causa de la seua pròpia extracció social, bastant crític amb la noblesa i el clergat i molt poc procliu a la menestralia i als llauradors, dels quals desconfia manifestament, sobretot a partir de la revolta del 63. La seua adhesió a la monarquia hispànica és increbantable; de fet, Aierdi no oculta les seues simpaties pel bastard Joan Josep d'Àustria, fill natural de Felip IV. Dins l'estament eclesiàstic, l'autor critica especialment els frares, sobretot a causa dels seus comportaments bregosos i corruptes. "En fi, són frares!", arriba a afirmar en una ocasió. Com és propi de la mentalitat neoforalista del seu temps, l'escriptor recolza els jurats i els membres del poder municipal, critica els contrafurs i qüestiona moltes de les actuacions del virrei.

Pel que fa al valor estilístic de les Notícies, és escàs. No sembla que Aierdi escrivira animat per cap pretensió literària, i el seu estil així ho delata. Així i tot, mossén Aierdi no és un autor del tot negligible, i la seua escriptura presenta un indubtable valor testimonial. En paraules de Vicent Josep Escartí: 
"La crònica de les festes immaculistes del 1662 o la del motí dels llauradors de l'Horta de 1663, així com la història de la vida atzarosa del francés Felip Peris, entre d'altres pàgines, caldrà situar-les entre els papers més suggerents produïts al segle XVII en la nostra llengua. La prosa de mossén Aierdi -tot i que ocasionalment pot arribar a semblar-nos una mica feixuga- generalment és fluïda, rica en matisos i expressions col·loquials, sobretot en reproduir diàlegs, i el seu llenguatge, qualificat per Antoni Ferrando de "clar i desimbolt", contribueix a fer-ne amena la lectura." 